# 朱厚熲
襄莊王朱厚熲（1531年7月21日—1567年1月14日），是追封襄惠王朱祐楬庶第一子，生母次妃潘氏，追封恭王朱見淓庶孫，定王朱祁鏞庶曾孫，明仁宗之来孙，明朝第六代襄王。

## 生平
朱厚熲生于嘉靖十年六月初八日（1531年7月21日）:24；嘉靖十四年（1535年），生父阳山王朱祐楬逝世。
襄王朱祐櫍年老多病，不能主持府内事务，因此明朝廷任命鎮寧安懿王朱祐檽为王府宗理，但府内官员对朱祐檽不满，向朝廷举发其罪过；明世宗遂派遣司禮監監丞王燾前往调查，发现朱祐檽并无罪过，王燾因此要求保留其宗理职务；但明世宗认为朱厚熲按照伦理次序应该优先担任宗理，因此在嘉靖十八年正月（1539年）解除朱祐檽的宗理职务，任命朱厚熲为宗理，但因为朱厚熲年幼，因此朝廷要求其母亲作监护人，并委任輔導官协助其本人处理府事。
朱厚熲于嘉靖二十四年（1545年）十二月被明世宗册封陽山王，其配偶張氏也同时获封为陽山王妃；并继续以阳山王的身份担任襄府宗理。嘉靖二十九年（1550年），堂伯父襄王朱祐櫍逝世，无嗣。嘉靖三十一年（1552年），朱厚熲以襄王侄子的身份襲封为襄王。而其祖父陽山恭和王朱見淓、榮康王朱祐楬皆因此被追封为襄王。他在位十四年，最终于嘉靖四十五年十二月初五日（1567年1月14日）過世，时年35岁，明穆宗为此輟朝三日，賜祭六壇，并派遣官吏前往吊唁、主持营建墓葬，并赐其諡號莊。其长子安福王朱載堯受敕主持襄王府事务。
隆慶三年（1569年），因朝廷定下旁支不许袭爵的新规，礼部称指朱厚熲由旁支宗室续封亲王，其子朱載堯应该被革除袭封资格，其作为亲王子受封的郡王爵位也应该取消。但明穆宗认为朱厚熲是在新规定出台前袭王爵，因此仍然准许朱載堯承袭父爵。

## 作品
- 《修大承恩寺记》，嘉靖四十二年著

## 墓葬
朱厚熲之陵墓位在今襄阳市城西九集镇古林坪村遇事湾，墓葬坐北朝南，1971年被发掘，并出土墓志铭:24-25。

[誌蓋]

皇帝御赐襄莊王壙誌文

[誌文]

王讳厚熲，乃襄惠王之子，嫡母妃王氏，生母次妃潘氏。嘉靖十年六月初八日生，二十五年二月二十一日封为阳山王，三十一年二月初三日进封为襄王，四十五年十二月初五日𰼬𰼬，享年三十六岁。妃张氏，子三，长載堯封安福王，次載䵺封隆庆王，次載圻封永城王；女三，长封永宁郡主，适仪宾何赐进，余尚幼。上闻𰼬，辍视朝三日，遣官諭祭𰼬，命右司治丧葬如制，在京文武衙门𰼬致祭为𰼬。隆庆元年十二月二十二日葬于宝安山之原。呜呼！王以宗室至亲，享有大国，允为藩辅，贵富兴隆，宁永寿年，𰼬为长逝，岂非命耶！爰之其概，纳诸幽圹，用垂不朽云
大明隆庆元年十二月二十二日

孝男安福王载尧、隆庆王載䵺、永城王載圻嵇稽顿刻石